# Ausilio Priuli
Ausilio Priuli (Cemmo, 6 maggio 1951) è un archeologo italiano.
Membro dell'Istituto Italiano di Preistoria e Protostoria. Si deve a lui il primo compendio enciclopedico dell'arte preistorica e protostorica di tradizione italiana e delle Alpi: "La cultura figurativa preistorica e di tradizione in Italia" pubblicato nel 1991.

## Biografia
Ausilio Priuli nasce a Cemmo di Capo di Ponte, in Val Camonica, da Giuseppe e da Giacomina Prandini.
Ottiene la maturità magistrale a Breno nel 1970, in seguito studia Lingua e Letteratura Straniera a Bergamo. Nel 1980 ottiene il Dottorato in Lettere all'Università degli studi di Milano.
Nel 1975 fonda il primo villaggio in archeologia sperimentale in Italia, il Museo didattico di arte e vita preistorica di Capo di Ponte.
Negli anni 2000 fonda l'Archeopark di Darfo Boario Terme, un parco tematico sulla preistoria contenente ricostruzioni di abitati neolitici, dell'età dei metalli ed un villaggio palafitticolo.

## Opere
- La civiltà camuna e l'arte rupestre della Valle Camonica, pubblicato da Tipografia S. Eustachio, 1976;
- Incisioni preistoriche europee: vita quotidiana, tecniche e culto nell'arte rupestre, pubblicato da Società Archeologica Comense, 1977;
- Le incisioni rupestri carsiche, 1977, in Preistoria del Caput Adriae: Trieste-Castello di S. Giusto, 1983;
- Preistoria in Valle Camonica: itinerari illustrati dei siti e dell'arte rupestre, pubblicato da Museo didattico di arte e vita preistorica di Capo di Ponte, 1979;
- Incisioni rupestri nelle Alpi, Priuli & Verlucca, 1983;
- Le incisioni rupestri dell'Altopiano dei Sette Comuni, Priuli & Verlucca, 1983;
- Le incisioni rupestri di Monte Bego, Priuli & Verlucca, 1984;
- Incisioni rupestri della Valcamonica, Priuli & Verlucca, 1985;
- Le raffigurazioni della caccia nella preistoria dei popoli, Priuli & Verlucca, 1988;
- Vivere la Preistoria, 1990;
- La cultura figurativa preistorica e di tradizione in Italia, in tre volumi. Pubblicato da Giotto Printer, 1991;
- Le incisioni rupestri di Pian Cogno, 1993;
- Incisioni rupestri e megalitismo in Liguria, con Italo Pucci, Priuli & Verlucca, 1994;
- Incisioni rupestri e megalitismo nel Verbano Cusio Ossola, con Fabio Copiatti e Alberto De Giuli, pubblicato da Grossi, 2003;
- Ötzi. L'uomo venuto dal ghiaccio, Ananke Edizioni, 2004, (ISBN 887325070X);
- Il Linguaggio della Preistoria. L'arte Preistorica in Italia, Ananke Edizioni, 2006;
- Segni come parole. Il linguaggio perduto, Priuli & Verlucca, 2013.